# 黒塚 (能)

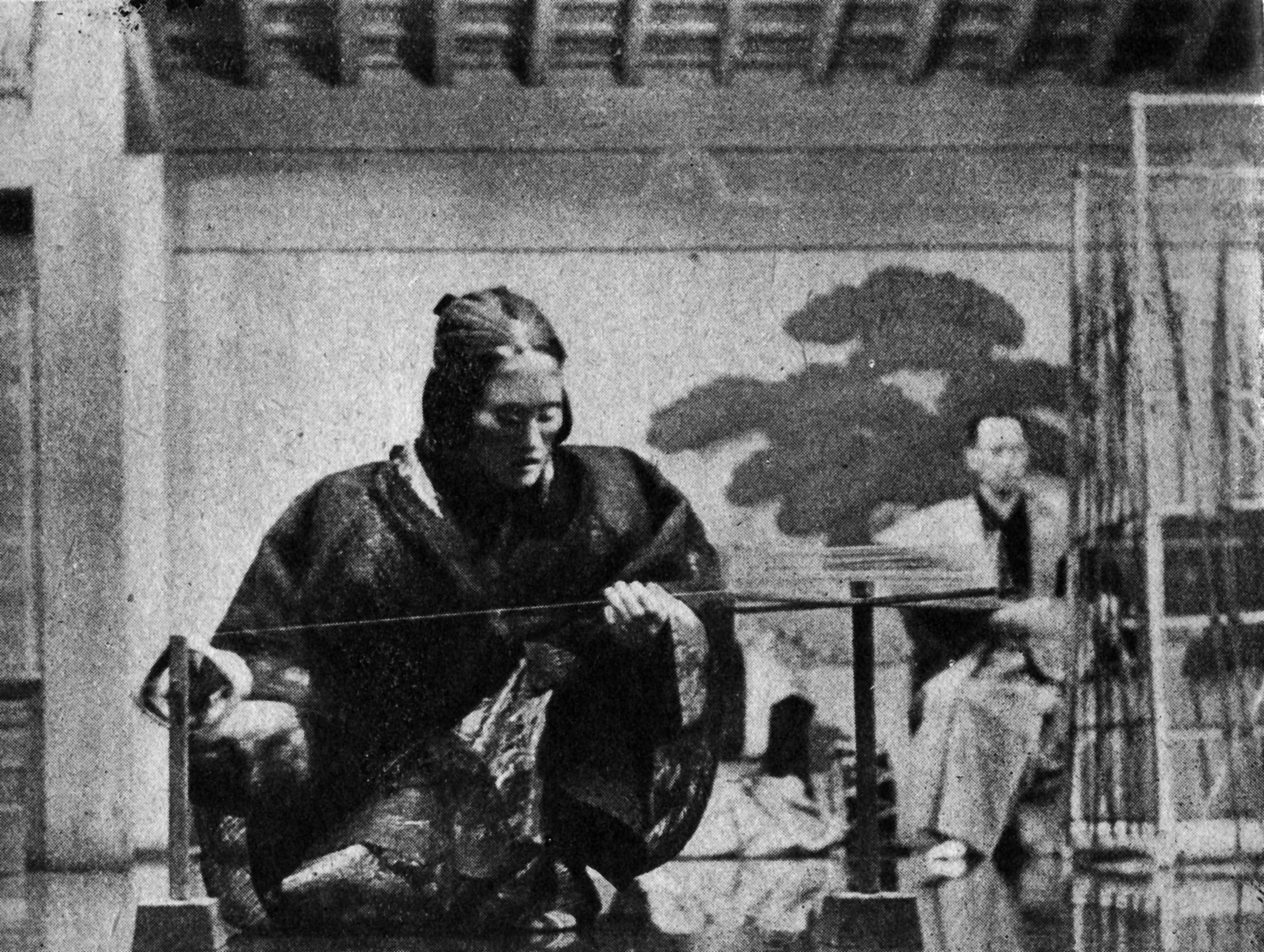
55世梅若六郎による「安達原 白頭・長糸之伝」。前場の糸を繰る場面

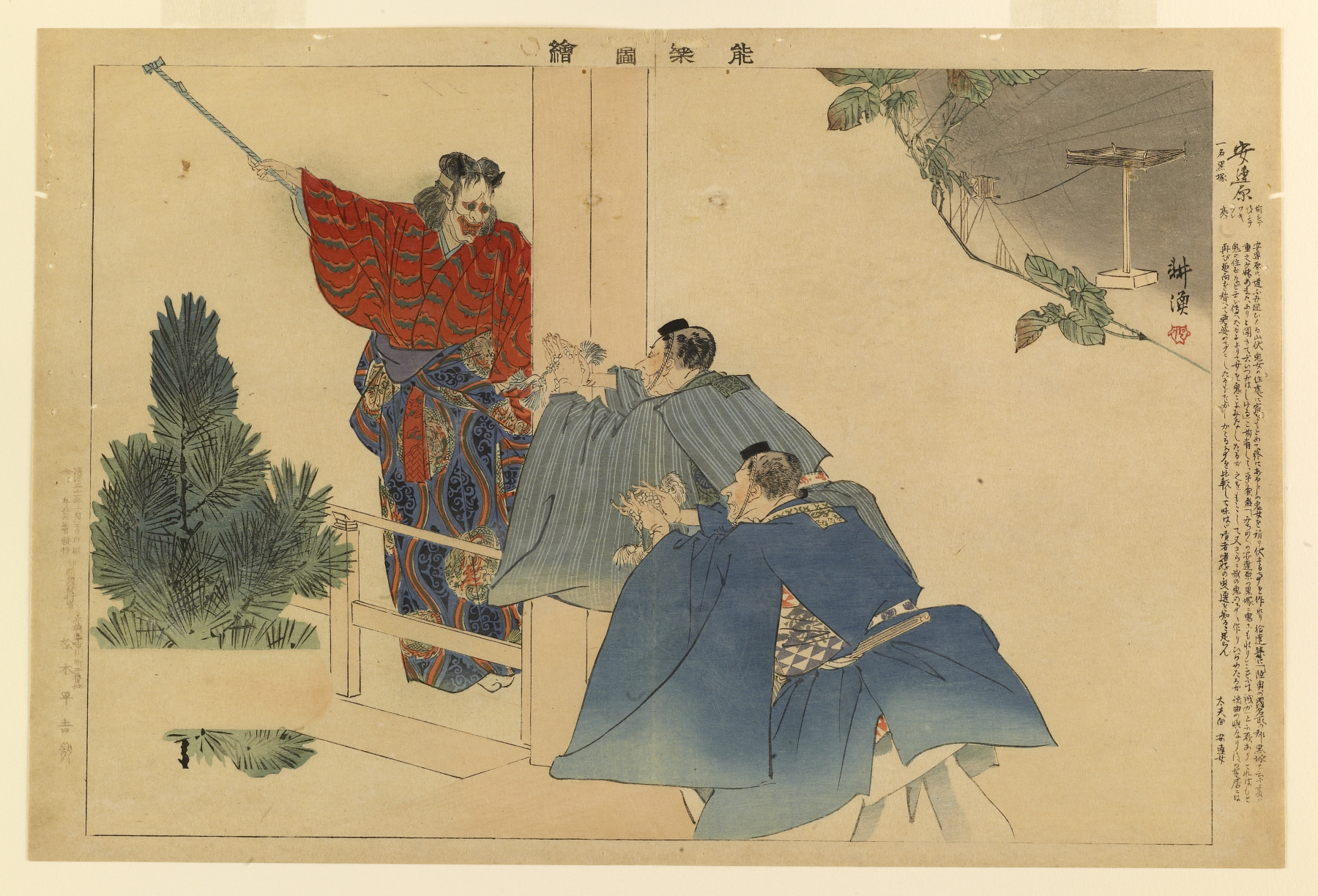
安達原（月岡耕漁『能楽図絵』）

「黒塚」（くろづか）は、能の演目の一つ。観世流では「安達原（あだちがはら）」。四・五番目物、鬼女物、太鼓物に分類される。いわゆる「安達ヶ原の鬼婆」伝説に取材した曲である。
作者については不詳。作者付の記述から、近江猿楽所縁の曲であったと見られる（後述）。
この記事ではあわせて派生作品についても記述する。

## あらすじ
廻国巡礼の旅に出た熊野那智の山伏・東光坊祐慶（ワキ）とその一行は、陸奥国安達ヶ原で、老媼（前ジテ）の住む粗末な小屋に一夜の宿を借りる。老媼は自らの苦しい身の上を嘆きつつ、求められるまま枠桛輪で糸を繰りながら糸尽くしの歌を謡う。やがて夜も更け、老媼は「留守中、決して私の寝所を覗かないでください」と頼み、山伏たちのために薪を取りに出る。
しかし、山伏に仕える能力（アイ）は、寝所の中が気になって仕方がない。山伏との攻防の末、ついに密かに部屋を脱け出して寝所を覗くが、そこには大量の死体が積み上げられていた。
能力からの知らせを受けた山伏は、「黒塚に住むという鬼は彼女であったか」と家から逃げ出すが、正体を知られたと悟った鬼女（後ジテ）が怒りの形相で追ってくる。山伏は数珠を擦って何とか鬼女を調伏し、鬼女は己の姿に恥じ入りながら去っていく。

## 登場人物

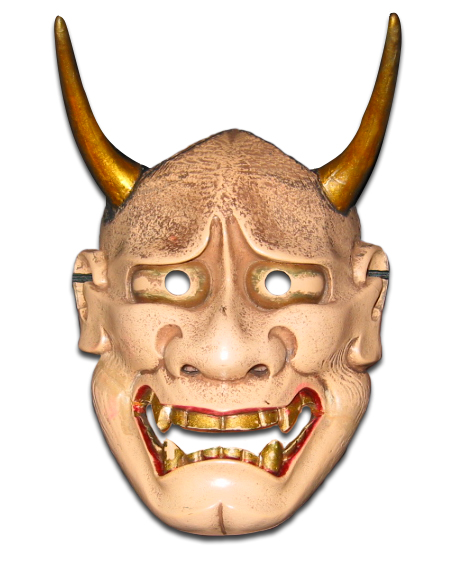
般若面

- 前ジテ：里の女 - 唐織着流女出立
- 後ジテ：鬼女 - 般若出立
- ワキ：山伏（祐慶） - 山伏出立
- ワキヅレ：同行の山伏 - 山伏出立
- アイ：随行の能力 - 能力出立

## 解説
「安達ヶ原の鬼婆」伝説については黒塚を参照。特にこの曲では『拾遺和歌集』巻九の、
陸奥の安達の原の黒塚に鬼こもれりといふはまことか
という平兼盛の歌が構想の核となっている。
同じく鬼女をシテとする「紅葉狩」と異なり、この曲ではシテは般若の面を着け、その本性は人間であるとされている。事実、自己の運命を慨嘆し、その正体を知られることを恐れる姿は弱々しく、また山伏のために薪を用意しようとするなど女性的な優しさも見せるが、その前場の人間的な言動はあくまで、本性を隠すための「演技」とも見ることが出来る。事実、結末も「葵上」のように成仏するのではなく、法力に屈服して退散するのみである。
また、「人の心の二面性を描いた能」という解釈もある。そういった意味では、この曲のシテは、いわば誰もが持つ心の奥の秘密を暴かれたのであり、観客はむしろその鬼女に同情さえしてしまう。人間としての側面と鬼としての側面のどちらを強調するかで、曲の趣は変化する。
作中では語られないシテの女性の前歴については、都の高貴な女性（馬場あき子）、六条御息所に自己同一化する女性（金関猛）、都の白拍子（松岡心平）などの説、またその造形上のモデルを『源氏物語』の六条御息所とし、この曲のシテは過去世の罪科を悔いる六条御息所の後身であるという説などが提示されている。
作者については『能本作者注文』が「近江能」、『自家伝抄』が「江州へ遣す、世阿弥」、また金春家書上およびそれを参照した『二百十番謡目録』が金春禅竹としている。近江猿楽の犬王は同じ般若物の「葵上」を得意曲としていることなどからも、この曲も近江猿楽所縁と見られる。

## 小書

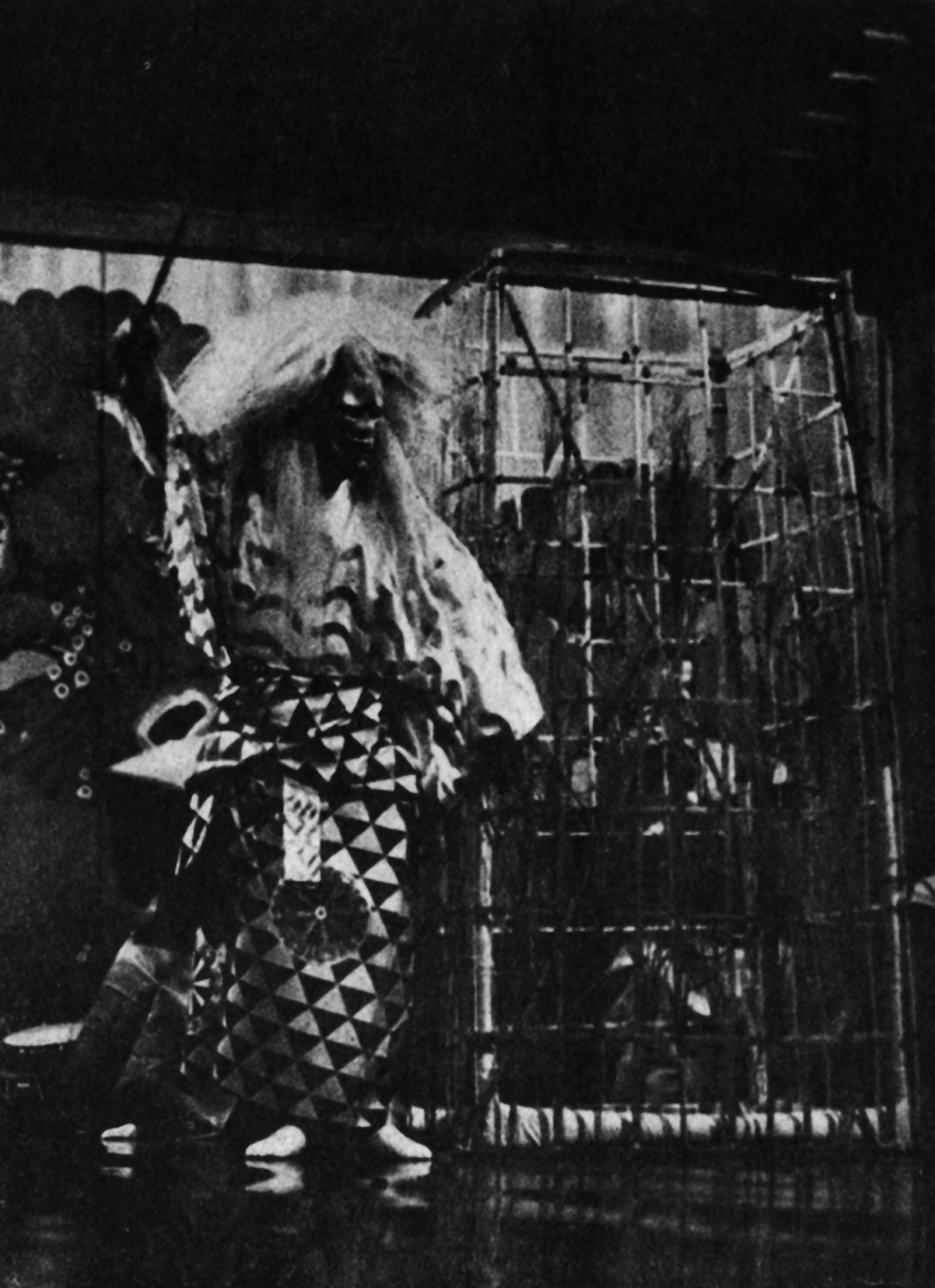
宝生重英による「黒塚 白頭」。小書がついているため、白の頭を着けている

小書（特殊演出）に、「長糸之伝」（観世流）、「糸車」（金剛流）、「替装束」（喜多流）、「白頭」（観世流・宝生流・金春流・金剛流）、「黒頭」（観世流、金剛流）、「赤頭」（金剛流）、「急進之出」（観世流）、「脇留」（観世流）など。前場の糸繰りが長いもの、頭を着けるもの、シテの登場・退場に変化があるものなどがある。

## その他
寛正6年（1465年）2月28日、将軍・足利義政院参の際の観世所演（『親元日記』）が、最古の演能記録である。また下間少進も複数回演じたことが記録にあり、能に熱心であった豊臣秀次は記録に残っているだけで3回もこの曲を披露している。
ワキの祈祷による調伏が描かれる曲には、本曲の他「葵上」、「道成寺」がある。この祈祷の場面について、五十四世梅若六郎によると「一番荒いのが安達原、品の良い凄さは葵上で、丁度その間が道成寺」であるとされる。

## 派生作品

### 浄瑠璃「奥州安達原」
時代物浄瑠璃。五段。1762年大坂竹本座初演。近松半二・竹田和泉・北窓後一・竹本三郎兵衛らの合作。

### 長唄「安達ヶ原」
1873年吾妻能狂言の演目として、2世杵屋勝三郎により作曲された。詞章は観世流「安達原」を用いている。「船辨慶」・「虎狩」と並ぶ杵勝三伝の1つ。

### オペラ「黒塚」
1974年に牧野由多可が作曲。台本は飯沢匡による現代語訳。初演の演出は武智鉄二。